# 田中研之輔
田中 研之輔（たなか　けんのすけ、1976年12月8日 - ）は、日本の社会学者。専門は、社会学・都市地域社会学・社会調査論。学位は、博士（社会学）（一橋大学・2016年）（学位論文「都市下位文化集団の相互行為に関する社会学的研究 スケートボーダーの都市エスノグラフィー」）。法政大学教授。Glosa代表取締役社長、YouTeacher代表取締役副社長等を歴任。

## 人物・経歴
東京都中野区生まれ。岐阜県可児市桜ケ丘出身。岐阜県立可児高等学校を経て、2005年一橋大学大学院社会学研究科社会学専攻博士課程単位取得満期退学。2016年、「都市下位文化集団の相互行為に関する社会学的研究 スケートボーダーの都市エスノグラフィー」で、一橋大学より博士（社会学）の学位を取得。審査員は、町村敬志・小林多寿子・中澤篤史。
日本学術振興会特別研究員を経て、2002-04年一橋大学大学院社会学研究科助手、2008年法政大学キャリアデザイン学部専任講師
。2011年法政大学キャリアデザイン学部准教授。2014年YouTeacher代表取締役副社長。2018年法政大学キャリアデザイン学部教授。2021年Spready社外顧問。
Glosa代表取締役社長、ヴィセラ・ジャパン取締役、デジタルハリウッド大学客員准教授、Global Career人材育成組織TTC代表アカデミックトレーナー兼ソーシャルメディアディレクター、メルボルン大学政治学部社会学プログラム客員研究員、カリフォルニア大学バークレー校社会学専攻客員研究員、情報経営イノベーション専門職大学客員教授、Original Point社外顧問等も歴任。

## 著書
- 『丼家の経営 24時間営業の組織エスノグラフィー』法律文化社 2015
- 『都市に刻む軌跡 スケートボーダーのエスノグラフィー』新曜社 2016
- 『先生は教えてくれない大学のトリセツ』2017 ちくまプリマー新書
- 『ルポ不法移民 アメリカ国境を越えた男たち』2017 岩波新書

### 共著
- 『走らないトヨタ ネッツ南国の組織エスノグラフィー』山﨑正枝共著 法律文化社 2016
- 『覚醒せよ、わが身体。 トライアスリートのエスノグラフィー』八田益之共著 ハーベスト社 2017

### 翻訳
- イライジャ・アンダーソン『ストリートのコード インナーシティの作法 暴力 まっとうな生き方』木村裕子共訳 ハーベスト社 2012
- ロイック・ヴァカン『ボディ&ソウル ある社会学者のボクシング・エスノグラフィー』倉島哲, 石岡丈昇共訳 新曜社 2013